# Mount Elliot
Mount Elliot ist ein 1500 m hoher Berg im Norden des ostantarktischen Viktorialands. In den Anare Mountains ragt er rund 8 km südlich der Yule Bay zwischen dem Kirkby-Gletscher und dem O’Hara-Gletscher auf.
In der ungefähren Position dieses Bergs sichtete der britische Polarforscher James Clark Ross im Februar 1841 bei seiner von 1839 bis 1843 dauernden Antarktisexpedition einen Gipfel und benannte ihn. Namensgeber ist Konteradmiral George Elliot (1784–1863), damaliger Befehlshaber auf der Station am Kap der Guten Hoffnung in Südafrika.